# Jorge Novella Suárez
Jorge Novella Suárez (Algeciras, 24 de febrero de 1953) es un filósofo, profesor universitario y político español.
Jorge Novella fue diputado a cortes por el Partido Socialista Obrero Español (PSOE) en las cuatro legislaturas de gobierno de Felipe González. Ha sido Profesor Titular de Filosofía en la Facultad de Filosofía de la Universidad de Murcia. En sus publicaciones analiza la tradición reaccionaria en España y las consecuencias del exilio exterior tras la Guerra Civil. 

## Biografía
Jorge Novella Suárez nació el 24 de febrero de 1953 en la localidad de gaditana de Algeciras en Andalucía en España, en el seno de una familia formada por su padre que era de Valencia y su madre de Bilbao. A los dos años de edad la familia se trasladó a la localidad murciana de Águilas donde ha residido hasta la actualidad.
En Águilas realizó sus estudios primarios y secundarios  que realizó en el  Instituto Carlos III. Recibió clases de la profesora francesa de Saint Etienne Madame Nancy Maza, quien se influyó para su acercamiento a la cultura francesa con la que se ha identificado y tuvo sus primeras relaciones con filosofía, la literatura y la música. 
En 1971 ingresó en la Facultad de Filosofía de la Universidad Literaria de Valencia  donde se licenció en filosofía en un plan de estudios que contemplaba un curso común y cuatro de especialidades con muy pocas optativas lo que le posibilitó una profunda relación con el mundo de la cultura. La figura de Fernando Montero Moliner a lo largo de su licenciatura en Valencia  influyó en Novella para tomar la decisión de dedicarse a la filosofía. El 14 de octubre de 1977 fue leída su tesis de licenciatura titulada Intencionalidad y Lebenswelt en la fenomenología de Husserl logrando la licenciatura con una nota de sobresaliente.
Comenzó como profesor ayudante de clases prácticas en el curso 1977-1978 en los cursos de Félix Duque de Antropología Filosófica. Ingresó en el Departamento de Metafísica dirigido por Juan Manuel Navarro Cordón y se matriculó en el proyecto de tesis sobre Fenomenología y Dialéctica en Sartre comenzando los cursos de doctorado que no terminó al obtener plaza de profesor de Instituto en el Instituto Alfonso X El Sabio de Murcia.
Se matriculó en derecho en la universidad de Murcia donde cursó dos años de la carrera. En 1998 obtiene el doctorado en filosofía en la  universidad de Murcia.
En 1976, todavía viviendo en Valencia, se afilia al Partido Socialista Popular (PSP) de Tierno Galván y el 1978, ya en Murcia, entra, tras la unificación, en el Partido Socialista Obrero Español (PSOE) donde participa activamente en diferentes actividades. Forma parte de la lista electoral del PSOE  por la circunscripción de Murcia para la II legislatura siendo elegido diputado a cortes, puesto que mantuvo en la  III, IV y V legislaturas, es decir desde 1984, año en que se incorporó, hasta 1995, todas ellas con Felipe González como presidente. En su trabajo en Cortes formó parte  de las comisiones de Defensa, Administraciones Públicas, Control de RTVE. Justicia e Interior. Fue jefe de Delegación en viajes a EE.UU. y a Bulgaria y ponente de diversas leyes. El 9 de enero de 1995 finaliza la V legislatura, pero Novella decide reincorporarse a la docencia unos meses antes.El 15 de septiembre de 1995 dimite como diputado para incorporarse a su plaza de catedrático de instituto en tránsito hacia la Universidad de Murcia, donde se jubiló el 30 de septiembre de 2023.
Junto a  Eduardo Bello y Patricio Peñalver imparte en la universidad de Murcia  en el curso 1999-2000  Historia del Pensamiento Español, comenzando su vinculación con ese centro. En 2001 publica su tesis El Proyecto ilustrado de Enrique Tierno Galván. Biografía intelectual y política en el Centro de Estudios Políticos y Constitucionales.
A partir del curso 2004-2005 se hace cargo  de modo continuado de las asignaturas de Historia del Pensamiento Español y de  Historia de la Filosofía medieval y Renacentista. Se mantuvo como profesor titular de esas asignaturas hasta año 2023. Durante su trabajo en la universidad de Murcia ha ejercido de Vicedecano de Calidad y Postgrado; coordinador de Editum Res Pública, director de la Sede Permanente de la Universidad del Mar en Águilas (Murcia) y director del ciclo de conferencias, Mirando al Mar (UNIMAR-UM). 
Es socio de la Sociedad Académica de Filosofía] (SAF) y de la  Asociación de Hispanismo Filosófico, patrono de la Fundación CIVE, miembro del Comité Científico de la Revista de Hispanismo Filosófico Bajo Palabra en la  facultad de Filosofía de la Universidad Autónoma de Madrid, participa en la revista Las Torres de Lucca y en la Revista internacional de Filosofía Política. Es director del ciclo anual España, claves de hoy patrocinado por la Fundación Cajamurcia.

## Distinciones
- El 26 de noviembre de 2019 el ayuntamiento de Águilas lo nombró Hijo Adoptivo de la ciudad.[6]
- Miembro de la Asociación Atlántica Española
- Académico nº XIX de la Real Academia de Gastronomía de la Región de Murcia.